# タカフル
タカフル、（アラビア語: تكافل、タカーフル）とはシャリーア（イスラム法）に基づく保険商品のこと。イスラム保険とも呼ばれる。
損害保険に相当する「ジェネラル・タカフル（単にタカフルとも）」と生命保険に相当する「ファミリー・タカフル」が存在する。

## 概要
イスラム教ではシャリーアにより不確実性のある契約（ガラル）、賭博や投機（マイシール）、金利（リバー）が禁じられている。一般的な保険は、資金運用によって得た利子を利用して運営を行い、いつ起きるか分からない事故や疾病に対して金銭を支払うため、イスラム法学者の間ではシャリーアに反するという意見が一般的である。
その為、イスラームの五行にあるサダカに合致させる為、共済や頼母子講に似た方法で資金調達と運用を行う。
顧客は一定期間にわたって保険料に相当する金額を支払う契約を締結する。保険契約者の支払う保険料は、保険契約者名義の一般口座と特別口座の2つに分けられる。特に事故や病気などがなく支払いが発生しなかった場合は一般口座からプールされた資金とその運用益が分配されて、事故や病気などが発生した場合には特別口座からザカートとして保険金に相当するお金が支払われる。
運営方式には地域ごとに異なった発展を遂げており、スーダンの相互型構造、サウジアラビアの協力型構造、イランの保険型構造、トルコの参加型構造、マレーシアのタカフル構造などがあり、狭義にはマレーシアで発展したタカフル構造を「タカフル」とし、他の地域で発展した方式を「イスラム保険」と分類することもある。

## 歴史
- 1979年、スーダンでタカフル会社が設立される[1]。
- 1984年、マレーシアで同国初のタカフル会社がされる。
- 2001年、サウジアラビアで東京海上日動火災保険（現東京海上ホールディングス）がバーレーンの子会社を通じ、タカフル事業を開始。
- 2004年、シンガポールにて世界初のタカフル再保険会社が設立される。
- 2006年、AIGが湾岸諸国を対象としてバーレーンを拠点とするAIGタカフルを設立する。

## リンク
- イスラム社会の保険「タカフル」その概念と仕組み - 損害保険事業総合研究所